# Diego Ochoa
Pour les articles homonymes, voir Ochoa.
Ochoa  Camargo est un nom espagnol. Le premier nom de famille, en général paternel, est Ochoa ; le second, en général maternel, souvent omis, est Camargo.
Diego Antonio Ochoa Camargo, né le 5 juin 1993 à Paipa (département de Boyacá), est un coureur cycliste colombien, membre de l'équipe Saitel.

## Biographie
C'est le fils d'Israel Ochoa.
Il se révèle aux observateurs en 2013. Ainsi, il termine 3e de la Coupe des nations Ville Saguenay, 5e du Circuit de Getxo , 6e du Tour de Gironde et 7e du Tour de León.
L'année suivante, dès le début de saison, il remporte une étape du Tour du Mexique en solitaire.
Au mois d'août 2017, il se classe deuxième de la sixième étape du Tour de Colombie.
En 2020, Diego Ochoa trouve refuge chez EPM après la fin prématurée de l'équipe Manzana Postobón. Pour Diego, c'est un retour dans une formation qu'il a fréquenté durant deux saisons. Il avait terminé la saison 2019 chez EBSA Empresa de Energía de Boyacá.

## Palmarès sur route

### Par années
- 2010
  - 2e du championnat de Colombie du contre-la-montre juniors
  - 2e du championnat de Colombie sur route juniors
- 2011
  - 3e du championnat de Colombie du contre-la-montre juniors
- 2012
  - Classement général du Tour de Ségovie
  - 2e du Premio Nuestra Señora de Oro
- 2013
  - 3e de la Coupe des nations Ville Saguenay
- 2014
  -  Champion de Colombie sur route espoirs
  - 3e étape du Tour du Mexique
  - Prologue du Tour de la Vallée d'Aoste
- 2016
  - 6e étape de la Vuelta a la Independencia Nacional
  - 2e de la Vuelta a la Independencia Nacional
- 2017
  - 4e étape de la Clásica de El Carmen de Viboral
  - 1re et 3e étapes de la Vuelta a Boyacá
  - 1re étape du Tour de Colombie (contre-la-montre par équipes)
  - 3e de la Clásica de Marinilla
- 2018
  - 4e étape de la Clásica de El Carmen de Viboral
  - 2e étape du Tour de Colombie
  - 1re étape de la Clásica de Marinilla
  - 2e étape de la Vuelta a Boyacá
  - 2e de la Vuelta a Boyacá
  - 3e de la Clásica de Rionegro
  - 3e du championnat de Colombie sur route
- 2020
  - Clásica de Rionegro
- 2022
  - 3e et 4e étapes de la Clásica de Rionegro
  - 2e de la Clásica de Rionegro
- 2023
  - 1re étape de la Vuelta a Antioquia
  - 1re étape de la Clásica de Marinilla

### Classements mondiaux
| Année            | 2013 | 2014 | 2015 | 2016   | 2017 |
| ---------------- | ---- | ---- | ---- | ------ | ---- |
| UCI America Tour | 126e | 218e | nc   | 119e   | 198e |
| UCI Europe Tour  | 336e | 705e | nc   | 1 339e |      |

## Palmarès sur piste

### Championnats nationaux
- Medellín 2016
  -  Médaillé d'argent de la poursuite par équipes (avec Yeison Chaparro, Javier Gómez et Wilmer Ulloa)[12].
- Cali 2017
  -  Médaillé d'or de la course aux points[13].
  -  Médaillé de bronze de la poursuite individuelle[14].
  -  Médaillé de bronze de la poursuite par équipes (avec Javier Gómez, Julián Molano et Wilmer Ulloa)[15].
- Cali 2018
  -  Médaillé d'argent de la poursuite par équipes (avec Javier Gómez, Miguel Flórez et Yeison Chaparro)[16].
- Cali 2022
  -  Médaillé de bronze de la poursuite par équipes (avec Yeison Chaparro, Néstor Rueda et Fabián Espinel)[17].
- Medellín 2023
  -  Médaillé de bronze de la poursuite par équipes (avec Yeison Chaparro, Néstor Rueda et Fabián Espinel)[18].
  -  Médaillé de bronze de la course à l'américaine (avec Yeison Chaparro)[19].
- Juegos Nacionales Eje Cafetero 2023
  -  Médaillé de bronze de la poursuite par équipes des XXII Juegos Deportivos Nacionales (avec Néstor Rueda, Fabián Espinel et Juan Pablo Sossa)[20].